# (44001) Jonquet
(44001) Jonquet (1997 RE3) – planetoida z pasa głównego asteroid okrążająca Słońce w ciągu 5,43 lat w średniej odległości 3,09 j.a. Odkryta 6 września 1997 roku.